# Hannibal Muammar al-Qadhafi
Hannibal Muammar al-Qadhafi (Arabisch: هانيبال القذافي) (Tripoli, 20 september 1975) is de vijfde zoon van de Libische leider Moammar al-Qadhafi.
Al-Qadhafi behaalde in 1999 de graad van Bachelor of Science aan de academie voor maritieme studies. Daarna haalde hij aan de Copenhagen Business School de graad van Master of Business Administration. Na deze studie werd hij lid van het management van het Libische staatsbedrijf General National Maritime Transport Company, dat ruwe olie en aardolieproducten transporteert.

## Incidenten
In 2001 viel hij in Italië politieagenten aan met een brandblusser. In 2004 werd hij door de politie aangehouden toen hij dronken 140 km/u reed over de Champs-Élysées. In 2005 in Parijs en in 2009 in Londen werd hij verdacht van mishandeling van zijn vriendin, later echtgenote Aline Skaf.
Hannibal en zijn zwangere vrouw werden in juli 2008 in een hotel in Genève gearresteerd op verdenking van mishandeling van twee van hun bediendes. Het echtpaar werd in staat van beschuldiging gesteld en op borgtocht vrijgelaten. Verdere stenen des aanstoots waren het vasthouden van twee Zwitserse zakenlieden door Libie en het Zwitsers minaretverbod. 
Hierna verslechterden de betrekkingen tussen Libië en Zwitserland. Ook de handel leed hier sterk onder. Hannibal verklaarde in 2009 dat als hij een atoomwapen zou hebben, hij Zwitserland ermee zou vernietigen. Zijn vader reageerde hierop en zei dat de Zwitsers eens moesten begrijpen dat het tijd werd dat het land werd teruggegeven aan Duitsland, Italië en Frankrijk. De Zwitsers overwogen een actie om de zakenlieden te bevrijden, en tot de Libische Burgeroorlog in 2011 zou de relatie slecht blijven.

## Vlucht naar Algerije en Oman
In augustus 2011, tijdens de opstand in Libië, vluchtte Hannibal al-Qadhafi samen met zijn moeder, zijn zus Aisha en zijn broer Mohammed naar Algerije. In maart 2013 maakten de Algerijnse autoriteiten bekend dat het viertal het land had verlaten. Enige tijd later bleek dat ze naar Oman waren gereisd, dat hen asiel heeft verleend. Tegen Hannibal en zijn moeder loopt een internationaal arrestatiebevel wegens hun rol tijdens de dictatuur van Moammar al-Qadhafi, en ook Libië zoekt hun uitlevering.